# 水柳属
水柳属（学名：Homonoia）是大戟科下的一个属，为灌木或小乔木植物。该属共有约5种，分布于印度、马来西亚。